# Добровольский, Дмитрий Викторович
Дми́трий Ви́кторович Доброво́льский (26 июля 1971, Николаев, Украинская ССР, СССР) — украинский футболист, защитник.

## Игровая карьера
Выступал в командах «Артания» и «Олимпия ФК АЭС», представлявших во второй лиге чемпионата Украины Николаевскую область. В 1998 году, когда главная команда области готовилась к старту в высшей лиге, Дмитрий был приглашён в «Николаев». 7 июля 1998 года в матче с тернопольской «Нивой» дебютировал в высшей лиге чемпионата Украины.
С 1999 года выступал в чемпионате Эстонии. Первой командой Добровольского в Прибалтике становится «Лоотус». За шесть лет в скромной команде Дмитрий дважды завоёвывал право выступать в высшем дивизионе и дважды из него вылетал. Наивысшее достижение — шестое место в чемпионате (2000) и золотые медали первой лиги (2003). Вместе с ним в одной команде играл экс-партнер по «Артании» Сергей Бурименко.
В 2005 году переходит в «Нарва-Транс». В составе команды из Нарвы — бронзовый (2005) и серебряный призёр чемпионата Эстонии (2006). Участник игр розыгрыша Кубка Интертото.
После возвращения на Украину выступает в любительском клубе «Торпедо» (Николаев). В составе торпедовцев — серебряный призёр любительского чемпионата Украины (2008, 2009), чемпион области (2008, 2010).

## Достижения
Нарва-Транс
- Серебряный призёр чемпионата Эстонии (1) — 2006
- Бронзовый призёр чемпионата Эстонии (1) — 2005